# O-GalNAcetilación
La O-GalNAcetilación (O-GalNAc) consiste en la adición de cadenas de sacáridos a ciertos residuos serina o treonina de las proteínas. Es una modificación postraduccional bastante común y de gran importancia en la funcionalidad de algunas proteínas como las mucinas.

## Generalidades
1-Esta modificación postraduccional se da en el aparato de Golgi sobre proteínas ya plegadas
2-A diferencia de la muy estudiada N-Glicosilación, no hay síntesis de un precursor previo, sino que la adición de monosacáridos es secuencial. Pese a esto el monosacárido iniciador de la síntesis es siempre N-Acetilgalactosamina (GalNAc)
3-No se ha identificado una secuencia consenso para generar esta modificación, sin embargo se ha identificado que esta es mucho más frecuente en serinas que en treoninas y se ve favorecida por la cercanía de prolinas a los sitios aceptores.
4-Las mucinas son las proteínas en más características de esta modificación. Sus propiedades bioquímicas derivan de su alto nivel de glicosilación.

## Síntesis
La síntesis de estos glicanos se da en el aparato de Golgi, el orgánulo donde se encuentran localizadas las transferasas implicadas en la adición del monosacárido inicial. Los genes de estas transferasas se reparten en dos familias localizadas cromosomas distintos, lo que apunta a un origen evolutivo común para cada familia.
Estas GalNAc-transferasas son las responsables de la identificación del sitio de adición de estos O-glicanos. Algunas de estas transferasas actúan preferentemente sobre péptidos desnudos de esta modificación (transferasas tempranas), mientras otras actúan específicamente sobre secuencias que tengan en sus proximidades otros residuos de serina y treonina previamente modificados.
Esta elección compleja del sitio de iniciación dificulta mucho un análisis informático y la generación de modelos predictivo. Los programas de software predictivo que intentan identificar los sitios que se modifican por este proceso poseen un alto porcentaje de error.

## Estructuras de nucleación
La adición del primer residuo de N-Acetilgalactosamina a una proteína es el único paso común a esta modificación y genera la primera estructura identificable para esta modificación denominado antígeno Tn.

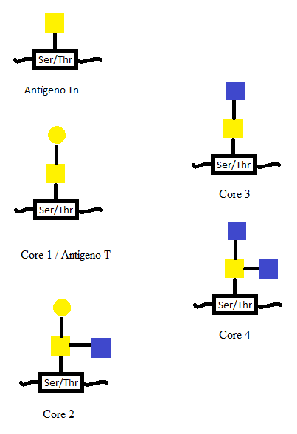
Estructuras de nucleación en O-GalNAcetilación

A partir del antígeno Tn se derivan una serie de 8 estructuras definidas en todos los glicanos generados por esta ruta. Cuatro de estas estructuras no han sido objeto de estudios profundos, no se han identificado las enzimas que los generan en profundidad y en algunos casos se sospecha que pueden ser resultados artefactuales.
Los 4 núcleos más frecuentes son:
1-Se genera tras la transferencia de un residuo de galactosa al antígeno Tn. Este núcleo también es conocido como antígeno T, y fue el primer marcador tumoral identificado. La generación de este núcleo depende además de la transferasa, de una chaperona específica de sustrato (única identificada hasta la fecha) llamada Cosmc que actúa durante el plegamiento de la transferasa.
2-Se genera por la transferencia de un residuo de N-acetilglucosamina al antígeno T. Es el núcleo más frecuente para estos O-glicanos. La mutación de la transferasa que lo genera es común en tumores, aumentando la frecuencia de los antígenos T. Esto además genera O-Glicanos más cortos, hito importante en el desarrollo tumoral.
3-Se genera por la transferencia de un residuo de N-acetilglucosamina al antígeno Tn.
4-Se genera por la transferencia de un residuo de N-acetilglucosamina al núcleo 3.

## Estructuras distales
Una vez se ha generado el núcleo de cada glicano, generalmente este es extendido en cadenas muy largas de disacáridos, generados por la adición secuencial de residuos de N-acetilglucosamina y N-acetilgalactosamina o galactosa. Puden ser de dos tipos:
1-Neo-lactosamina → Enlace en estructura  β 1 → 3 de las unidades de lactosamina
2-Polilactosamina → Enlace en estructura β 1 → 6 de las unidades de lactosamina
Las transferasas que generan una u otra estructura son exclusivas de tejido por lo que el tipo de unidades distales presentes en los glicanos de un tejido presentarán un único tipo de estructuras extendidas, que en cualquier caso serán largas y rígidas.
La síntesis de estructuras distales finaliza con la adición de residuos terminales de ácido siálico o residuos de fucosa.
La generación de estas estructuras distales es responsable de estructuras antigénicas de gran interés biomédico como los grupos sanguíneos.

## Mucinas

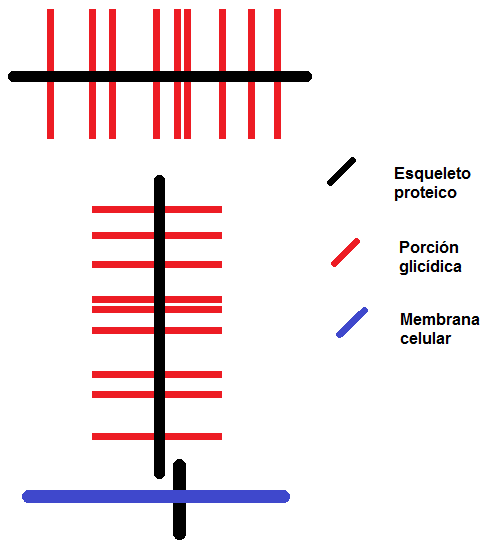
Las mucinas pueden estar libres en la matriz o asociadas a la membrana celular

Son las proteínas más representativas que sufren esta modificación, de la que depende enteramente su funcionalidad. Poseen una serie de características definitorias
1. Son proteínas filamentosas, extendidas, y altamente sustituidas (80% de la masa final son 	glicanos). Pueden presentar algo de N-glicosilación, pero son fundamentalmente O-	GalNAcetiladas
2. Poseen dominios PTS, característicos por la ausencia de residuos de cisteína y alta 	densidad de prolinas, serinas y treoninas. En estos dominios se concentra la glicosilación
3. Bajo nivel de identidad entre las distintas mucinas pero concentradas en dos regiones 	concretas del genoma. Probablemente se han generado por duplicación génica, y su baja 	identidad se puede explicar por la poca dependencia que tiene su funcionalidad de su 	estructura, siempre que mantengan una secuencia susceptible de encontrarse altamente 	glicosilada
4. Proteínas muy hidrofílicas y viscosas. Esta es la característica fundamental y responsable de sus distintas funciones.

Debido a su peculiar estructura poseen una serie de funciones. Algunas importantes pueden ser:
- Lubricación de superficies epiteliales
- Algunas ancladas a membrana poseen dominios EGF y una función señalizadora
- Función como anticongelante en algunas animales
- Modulan la infección (señuelos para el sistema inmune, bloqueo físico de los parásitos,
- Bloqueo de factores de crecimiento